# Lago Naroch
Naroch (em bielorrusso:  Возера Нарач) é o maior lago da Bielorrússia, localizado na bacia do rio Neris.